# كأس تونس 1968–69
كأس تونس لكرة القدم 1968-1969 هو الموسم رقم 14 منذ الاستقلال وال39 منذ إنشائه من كأس تونس لكرة القدم.

فاز بهذا الموسم النادي الإفريقي، وجاء ثانيا الترجي الرياضي التونسي.

## روابط خارجية
- الموقع الرسمي للجامعة التونسية لكرة القدم.